# Parco di Hluhluwe-Imfolozi
Il parco di Hluhluwe-Imfolozi, già conosciuto come riserva di caccia di Umfolozi, è la più antica riserva naturale istituita in Africa, nel 1895.
Il parco ha un'estensione di 960 km² (96 000 ettari) sulle colline situate a 280 km a nord di Durban, nella provincia di KwaZulu-Natal, in Sudafrica ed è noto per la ricca presenza di fauna e per le attività di conservazione.
Il parco è l'unica area statale gestita nella provincia di KwaZulu-Natal in cui sono presenti tutti i Big five tipici dei safari. Grazie alle attività di conservazione, nel parco è presente la più grande popolazione di rinoceronte bianco al mondo. Tuttavia, i rinoceronti e le aree desertiche sul confine del parco sono minacciate dal progetto di una miniera di carbone a cielo aperto, che una coalizione di organizzazioni sta cercando di fermare.

## Storia
In tutto il parco sono stati rinvenuti molti reperti relativi ad insediamenti dell'età della pietra. Originariamente l'area era terreno di caccia del regno Zulu, ma fu adibita a parco nel 1895. Le riserve Umfolozi e Hluhluwe furono istituite inizialmente per proteggere il rinoceronte bianco, poi anche gli animali presenti sulla lista delle specie in via di estinzione. La zona è sempre stato un rifugio per animali poiché le mosche tse-tse portatrici di malattie, come il nagana sono diffuse, il che ha protetto l'area dai cacciatori dell'epoca coloniale. Tuttavia, quando le aree del regno Zulu sono state colonizzate dagli agricoltori europei, la selvaggina fu accusata per la presenza delle mosche tze-tze e le riserve divennero aree sperimentali per l'eradicazione degli insetti. Gli agricoltori iniziarono a cacciare gli animali, arrivando ad uccidere circa 100.000 animali nella riserva, fino all'arrivo dei trattamenti di disinfestazione a base di DDT nel 1945 che risolsero il problema. In ogni caso, i rinoceronti bianchi non vennero presi di mira ed attualmente si è mantenuta una popolazione di circa 1.000 esemplari. Il 30 aprile 1995 il presidente Nelson Mandela visitò l'allora riserva di caccia Hluhluwe per celebrare il centenario del parco. Il parco Hluhluwe-Imfolozi era in origine costituito da tre riserve separate, che vennero unificato nell'attuale parco nel 1989.

## Territorio
Il parco è situato nella provincia di KwaZulu-Natal sulla costa orientale del Sudafrica. Sorge vicino alla città di Mtubatuba e al villaggio di Hluhluwe.
La geografia dell'area è differente tra la parte a nord (area di Hluhluwe) e quella a sud (area di Umfolozi): il nord del parco è più aspro e montagnoso, con foreste e praterie, ed è conosciuto come zona di Hluhluwe, mentre la zona Umfolozi si trova a sud, vicino ai fiumi Umfolozi dove c'è savana aperta.
Il parco di Hluhluwe-Imfolozi è una zona in parte a basso rischio di malaria.

### Umfolozi
Questa area è situata nella parte meridionale del parco, tra i due fiumi Umfolozi, laddove essi si dividono tra lo Mfolozi emnyama (Umfolozi nero) a nord e lo Mfolozi emhlophe (Umfolozi bianco) a sud. L'area è generalmente calda in estate e temperata in inverno, con qualche ondata di freddo occasionale.

### Hluhluwe
L'orografia della riserva Umfolozi, con un'altitudine compresa tra 80 e 540 metri sul livello del mare, varia dalle pianure attraversate dai fiumi Umfolozi fino alle ripide colline, comprendendo alcune valli ampie e profonde. L'habitat in questo settore è caratterizzato principalmente da praterie che si estendono fino alla savana e alle boscaglie di acacia; sulle creste più alte vi sono foreste. La regione è ben irrigata con arbusti ai livelli più bassi della valle.

## Flora
Il parco ha una ricca comunità floreale.

## Fauna

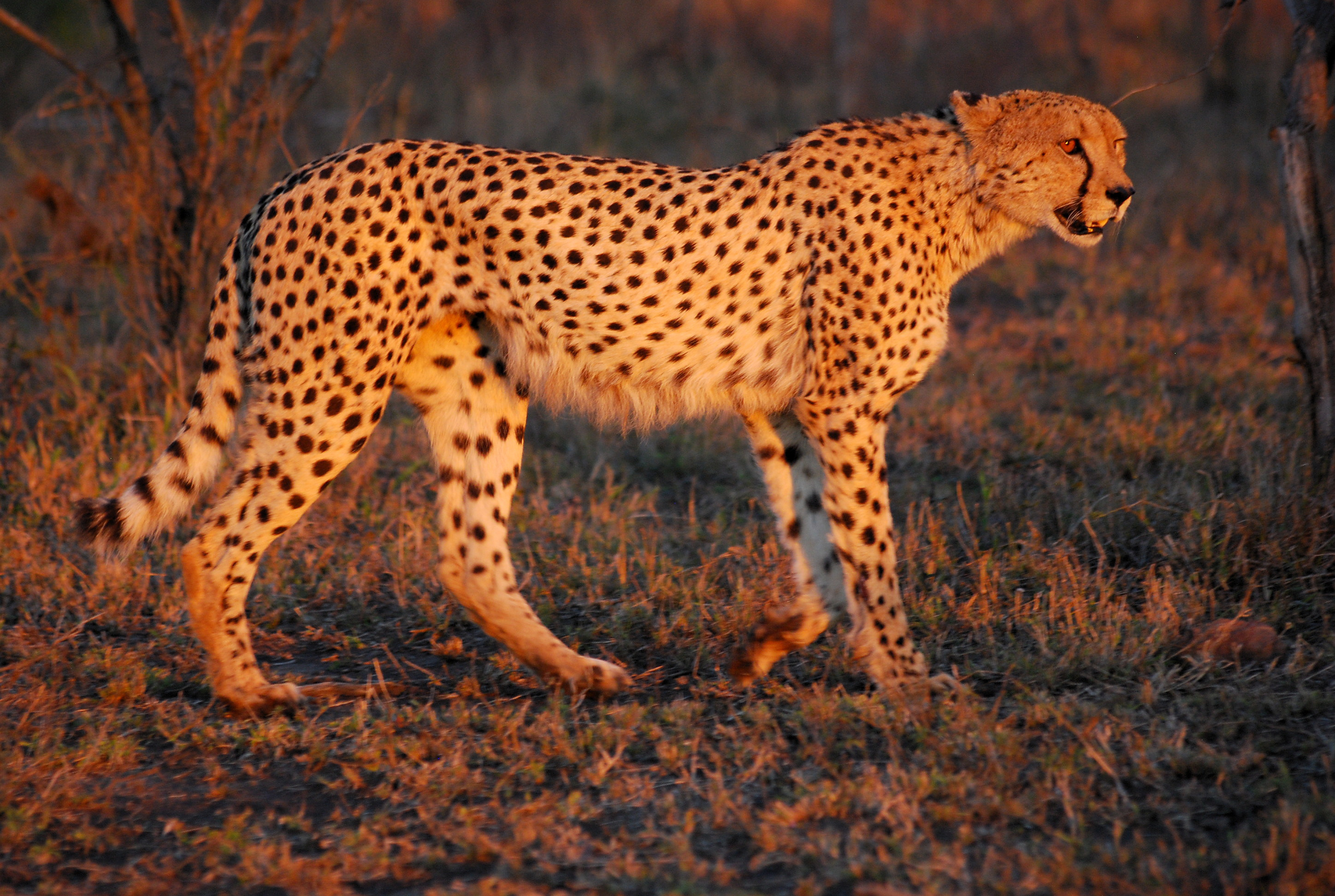
Un ghepardo sudafricano al tramonto nel parco Hluhluwe-Imfolozi.

Il parco ospita tutti i Big Five dell'Africa: elefante, rinoceronte (nero e bianco), bufalo, leone e leopardo.
Sono presenti 86 specie tra cui: coccodrillo del Nilo, ippopotamo, ghepardo, iena macchiata, gnu striato, sciacallo, giraffa, zebra di Burchell, cobo, nyala, antilope alcina, kudu, impala, cefalofo azzurro, suni, redunca dei canneti, facocèro, potamocero, mangusta, babbuino nero, alcune specie di tartarughe, anfibi, serpenti e lucertole.  Si tratta di uno dei migliori posti al mondo dove osservare il nyala.
Il parco è anche una destinazione privilegiata per il birdwatching, con 340 specie di uccelli. La pianura alluvionale del fiume Hluhluwe è una delle poche aree in tutto il Sudafrica dove è possibile osservare insieme l'unghialunga golagialla, l'unghialunga golarosa e l'unghialunga del Capo. Sono altresì presenti: la nitticora, l'aquila di Wahlberg, il francolino di Shelley, l'otarda dal ventre nero, il corridore di Temminck, il cuculo dorato di Klaas, il gruccione minore e il barbetto crestato.

## Attività di conservazione

### Rinoceronte bianco

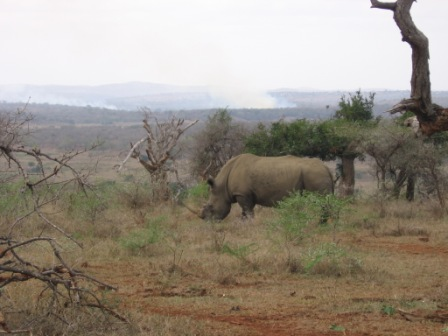
Un rinoceronte bianco nel parco Hluhluwe-Imfolozi.

Il parco è stato il primo luogo istituito per la conservazione del rinoceronte bianco, dove è stato protetto per prevenire la sua estinzione (nel 1900 esistevano meno di 20 rinoceronti in Sudafrica, mentre oggi ce ne sono oltre 10.000 sparsi nel mondo, tutti discendenti dal nucleo originario di Umfolozi). In quanto sede della cosiddetta "Operazione Rinoceronte", agli inizi degli anni '60, il parco ha ottenuto la sua fama mondiale per le sue attività di conservazione del rinoceronte bianco. 
Il personale della "Unità di cattura dei rinoceronti" ha contribuito a salvare dall'estinzione il rinoceronte bianco. 
Oggi nella riserva sono presenti più di 1.600 esemplari di rinoceronte bianco e centinaia di animali, dagli anni '60 in poi, sono stati trasferiti nelle riserve e negli zoo-parchi di tutto il mondo. 

Il successo di questo programma è stato recentemente compromesso dall'aumento del bracconaggio all'interno del parco. Questa recente minaccia non è solo diventata una grande preoccupazione per il parco, ma per gli ambientalisti di tutto il paese.

### Licaone
Nel 1981 l'Ente Parchi di Natal (ora chiamato Ezemvelo KZN Wildlife) ha tentato di reintrodurre nel parco il licaone: furono rilasciati nella riserva 23 esemplari, molti dei quali allevati negli zoo. Questo progetto tuttavia ha avuto scarso successo, dal momento che la popolazione di licaoni ha oscillato tra i 3 e i 30 individui.

## Turismo
Il primo campo per visitatori fu costruito a Hilltop nel 1934. La riserva dispone di una rete di strade interne di circa 300 km.